# Georges Vriz
Georges Vriz, né le 11 mars 1940 à Champigny-sur-Marne et mort le 8 septembre 2017 à Bry-sur-Marne, est un marqueteur, designer et artiste français.
Il a créé une nouvelle technique de marqueterie qui porte son nom,.

## Biographie

### Enfance
Georges Vriz, est né en 1940 en France de mère française et de père italien (Attilio Vriz, originaire du Frioul, avait émigré de Raveo à Champigny-sur-Marne en 1920). Son enfance est marquée par le travail d’ébéniste de son père qui lui transmet sa passion pour le bois et le pousse à parfaire ses connaissances dans les arts appliqués.

### Début de carrière
Entre 1956 et 1960 il fait son apprentissage en marqueterie et ébénisterie à Paris à l’École de la Bonne Graine — école des Industries Françaises de l’Ameublement — et en parallèle, il étudie le dessin, la peinture et la sculpture à l’Académie de la Grande-Chaumière, et dans les ateliers Zadkine et Brayer. Il fonde ensuite avec ses frères une entreprise de mobilier haut de gamme dans laquelle il exerçe d'abord le métier de marqueteur (dans ce contexte, il forme de nombreux apprentis), puis de designers. L'entreprise réalise notamment du mobilier dessiné par Georges Vriz pour soixante-dix ambassades et consulats français. Entre 1975 et 1979 il dirige un atelier de design de meubles, indépendant de l'entreprise.
À partir de 1979, il se dédie exclusivement à l'art contemporain, en utilisant son matériau préféré, le bois, et s'inscrit à la Maison des Artistes en 1980. Ses recherches sur l’utilisation du bois l’amenè à repousser les limites techniques de la marqueterie classique en reproduisant par exemple l’alphabet d’Erté (Romain de Tartoff), qui l'encourage et collabore aussi avec lui dans le design mobilier. Georges Vriz cherche également à confronter la marqueterie à la spontanéité du geste lyrique, en choisissant d’y transposer, avec son accord et son soutien, des œuvres de Georges Mathieu. Ceci l’amène à résoudre des difficultés techniques restées pendantes depuis la Renaissance. En 1986, il réalise une fresque monumentale en marqueterie pour le siège de la F.A.O. (Food and Agriculture Organization of the United Nations) à Rome.

### Invention de la technique Vriz
Au milieu des années 1980, Georges Vriz pousse ses recherches plus loin. Il souhaite créer plus de spontanéité, plus de lumière, de la transparence, estomper les lignes qui séparent chaque morceau de bois, faire disparaître la rigidité inhérente à l’à-plat. En 1984 il présenta une nouvelle technique de marqueterie portant son nom, la technique Vriz, qui opère une rupture avec la tradition. Entre 1984 et 1990 il enseigna sa technique dans le cadre des Ateliers de la Ville de Paris (Association pour le Développement de l'Animation Culturelle de Paris — ADAC). Cet atelier devient très vite un creuset d’expérimentation en marqueterie. De nombreux artistes et artisans français, mais aussi étrangers, viennent à Paris pour suivre son enseignement et apprendre la nouvelle technique de la marqueterie, appelée justement technique (parfois méthode) Vriz. Cette technique est rapidement enseignée à l’école Boulle, et dans la plupart des écoles enseignant la marqueterie dans le monde ; elle est utilisée par de nombreux artistes, en France et à l’étranger.
Toujours soucieux de la transmission des savoirs il devient président de la commission professionnelle de la région Île-de-France (1990) et occupe diverses charges liées à l’enseignement professionnel (président de commissions nationales d'examen, ou Conseiller de l'Enseignement Technologique auprès du Ministère de l'Éducation Nationale, où il est nommé en 1992). Il est membre du conseil d'administration de l'ADAC de 1990 à 2006, et il en devient le secrétaire général de 2000 à 2006. Il reste jusqu’à la fin de sa vie un élément de référence au sein de l’École de la Bonne Graine (École d’ameublement de Paris).
En 1988, fort de la nouvelle école de marqueterie qu’il a développée, il fonde les R.I.M. (Rencontres Internationales de la Marqueterie contemporaine). En 1989 il reçoit la médaille de Vermeil de la Ville de Paris. Cette même année est publiée la première monographie consacrée à son œuvre aux éditions Arts et Formes.
Il réalise en 1993 avec sa technique une série de personnages peints par Michel-Ange sur les plafonds de la  Chapelle Sixtine. Un reportage de 26 min réalisé pour la télévision, intitulé Renaissances, est consacré à ce travail, où Georges Vriz joue sur le double sens de renaissance (au pluriel), en référence à Michel-Ange et à la renaissance de la marqueterie,.
En 1994, il crée en technique Vriz une série entièrement abstraite, intitulée Ombres et Lumières. En 1997-1998, il réalise en technique mixte l’illustration de la Divine Comédie de Dante en cent tableaux.
À partir de 2000, il reprend son activité de designer avec son frère jumeau, Rémi Vriz, créant des meubles ou des objets de la table pour des fabricants, des décorateurs ou des particuliers. À partir de 2006, tout en continuant à peindre, il élargit son champ de création en se consacrant aussi à la sculpture.
Il a par ailleurs assuré la présidence de la compagnie théâtrale Le pain d'Orge à Champigny-sur-Marne, et dessiné les décors et les costumes d'une comédie musicale de Guy Bontempelli (« Si ça vous chante »), présentée en 1998 au Festival Off d'Avignon.

## Principales expositions personnelles
- 1981 : Originalité, Dourdan, Essonne[12]
- 1981 : Château de Morsang-sur-Orge
- 1982 : Gallart International, Paris
- 1982 : Hôtel Anne Pisseley, Étampes
- 1983 : Beverly Fine Art, Dallas, États-Unis
- 1984 : Galerie Yves Encontre, New York, États-Unis
- 1985 : Espace SEMA, Paris
- 1986 : Galerie American Academy, Paris
- 1986 : Royal Manchester College of Music, Manchester, Royaume-Uni
- 1986 : Galerie ADAC, Paris
- 1986 : Couvent des Recollets, Cognac
- 1987 : Galerie Sylvie Chardey, Rouen
- 1987 : Espace SEMA-Pleyel, Paris
- 1988 : Impératif Présent, Toulouse
- 1988 : Grand Orient de France, Paris
- 1990 : Samuel Création, Genève, Suisse
- 1990 : Centre Culturel Égyptien, Paris
- 1991 : Galerie des Ducs, Beaune
- 1991 : Château Rouillaud, Pesmes
- 1992 : Galerie ADAC, Paris
- 1992 : Château de Méry sur Oise
- 1992 : Castello Pasquini, Italie
- 1993 : Institut Français de Cracovie, Pologne
- 1994 : Galerie Jeanne Castel, Paris
- 1995 : RenaissanceS, La Bonne Graine, Paris
- 2003 : Omaggio a Michelangelo, Raveo, Italie
- 2007 : La Divine Comédie de Dante – 100 illustrations, Palazzo Frisacco, Tolmezzo, Italie
- 2007 : Galerie le Cheval de Sable, Paris
- 2011 : Espace Rinck, Paris
- 2015 : Jubilé, La Bonne Graine, Paris
- 2018 : Hommage, La Bonne Graine, Paris
- 2019 : Variations, Musée du bois et de la marqueterie, Centre d'Art Contemporain, Revel

### Documents cinématographiques
- 1981 : Reportage, France 3 Ile-de-France ; réalisation : Dominique Rotival
- 1994 : « Renaissances », studio ADAC ; réalisation : Anne Schaefer et Richard Pons (voir en ligne)